# شهرک ناظم‌آباد شمالی
شهرک ناظم‌آباد شمالی (به انگلیسی: North Nazimabad Town) یک منطقهٔ مسکونی در پاکستان است که در کراچی واقع شده‌است.